# 파블로 로트첸
파블로 오스카르 로트첸 수아레스(스페인어: Pablo Oscar Rotchen Suárez, 1973년 4월 23일, 부에노스 아이레스 주 부에노스 아이레스 ~)은 아르헨티나의 전 축구 수비수로, 1997년 코파 아메리카에서 아르헨티나 국가대표팀 일원으로 참가했다.
로트첸은 인데펜디엔테 소속으로 1992년 11월 22일에 1-0으로 이긴 보카 주니어스와의 라 봄보네라 원정 경기에서 신고식을 치렀다. 그는 인데펜디엔테 소속으로 통산 200번이 넘는 공식 경기에 출전했다.
로트첸은 1994년 클라우수라 우승에 큰 공을 세웠다. 인데펜디엔테는 1994년과 1995년에 수페르코파 수다메리카나를, 1995년에 레코파 수다메리카나를 우승했다.
로트첸은 1999년 에스파뇰로 이적했고, 2000년에는 코파 델 레이 우승 주역이었다.
2002년, 그는 몬테레이로 건너가 [[멕시코 프리메라 디비시온 2002-03|2003년 클라우수라를 우승했다. 이후, 그는 2005년에 현역에서 은퇴했다.

## 수상
인데펜디엔테
- 아르헨티나 프리메라 디비시온: 1994년 클라우수라
- 수페르코파 수다메리카나: 1994, 1995
- 레코파 수다메리카나: 1995

에스파뇰
- 코파 델 레이: 1999–2000

몬테레이
- 멕시코 프리메라 디비시온: 2003년 클라우수라